# SuperLiga (Nordamerika) 2007
Die erste SuperLiga begann am 24. Juli 2007 mit der Gruppenphase. Die Spiele wurden in den Vereinigten Staaten ausgetragen. Am 29. August wurde das Finale in Carson (Kalifornien) gespielt. Sieger ist der mexikanische Verein CF Pachuca.

## Teilnehmer
Die Teilnehmer des ersten Turnieres konnten sich nicht qualifizieren, sondern wurden eingeladen.
Aus der Major League Soccer spielten folgende Vereine mit:
- D.C. United
- FC Dallas
- Houston Dynamo
- Los Angeles Galaxy

Aus Mexiko nahmen folgende Mannschaften teil:
- CA Morelia
- CF Pachuca
- Club América
- Deportivo Guadalajara

## Austragungsorte
| Stadt             | Stadion                       | max. Zuschaueranzahl |
| ----------------- | ----------------------------- | -------------------- |
| Bridgeview, IL    | Toyota Park                   | 20.000               |
| Carson, CA        | Home Depot Center             | 27.000               |
| Commerce City, CO | Dick’s Sporting Goods Park    | 18.500               |
| Frisco, TX        | Pizza Hut Park                | 21.193               |
| Houston, TX       | Robertson Stadium             | 32.000               |
| Los Angeles, CA   | Los Angeles Memorial Coliseum | 92.500               |
| Washington, D.C.  | RFK Stadium                   | 44.000               |

## Turnierverlauf 2007

### Gruppe A
| Pl. | Verein                | Sp. | S | U | N | Tore    | Diff. | Punkte |
| --- | --------------------- | --- | - | - | - | ------- | ----- | ------ |
| 1.  | Los Angeles Galaxy    | 3   | 2 | 0 | 1 | 009:800 | +1    | 06     |
| 2.  | CF Pachuca            | 3   | 1 | 1 | 1 | 003:300 | ±0    | 04     |
| 3.  | Deportivo Guadalajara | 3   | 1 | 1 | 1 | 003:300 | ±0    | 04     |
| 4.  | FC Dallas             | 3   | 0 | 2 | 1 | 007:800 | −1    | 02     |

| 24. Juli 2007 |     |                       |                                         |
| FC Dallas     | 1:1 | Deportivo Guadalajara | Pizza Hut Park, Frisco (Dallas)         |
| LA Galaxy     | 2:1 | CF Pachuca            | Home Depot Center, Carson (Los Angeles) |
| 28. Juli 2007 |     |                       |                                         |
| FC Dallas     | 1:1 | CF Pachuca            | Pizza Hut Park, Frisco (Dallas)         |
| LA Galaxy     | 1:2 | Deportivo Guadalajara | Los Angeles Coliseum, Los Angeles       |
| 31. Juli 2007 |     |                       |                                         |
| FC Dallas     | 5:6 | LA Galaxy             | Pizza Hut Park, Frisco (Dallas)         |
| Guadalajara   | 0:1 | CF Pachuca            | Dick’s Sporting Goods Park, Denver      |

### Gruppe B
| Pl. | Verein           | Sp. | S | U | N | Tore    | Diff. | Punkte |
| --- | ---------------- | --- | - | - | - | ------- | ----- | ------ |
| 1.  | Houston Dynamo   | 3   | 2 | 1 | 0 | 003:100 | +2    | 07     |
| 2.  | D.C. United      | 3   | 1 | 1 | 1 | 002:200 | ±0    | 04     |
| 3.  | Club América     | 3   | 1 | 0 | 2 | 003:400 | −1    | 03     |
| 4.  | Monarcas Morelia | 3   | 0 | 2 | 1 | 004:500 | −1    | 02     |

| 25. Juli 2007  |     |                  |                                   |
| D.C. United    | 1:1 | Monarcas Morelia | RFK Stadium, Washington D.C.      |
| Houston Dynamo | 1:0 | Club América     | Robertson Stadium, Houston        |
| 29. Juli 2007  |     |                  |                                   |
| D.C. United    | 1:0 | Club América     | RFK Stadium, Washington D.C.      |
| Houston Dynamo | 1:1 | Monarcas Morelia | Robertson Stadium, Houston        |
| 1. August 2007 |     |                  |                                   |
| D.C. United    | 0:1 | Houston Dynamo   | RFK Stadium, Washington D.C.      |
| Club América   | 3:2 | Monarcas Morelia | Toyota Park, Bridgeview (Chicago) |

### Halbfinals
| Datum           |                | Ergebnis              |             | Ort                                     |
| --------------- | -------------- | --------------------- | ----------- | --------------------------------------- |
| 14. August 2007 | Houston Dynamo | 2:2 n. V. (3:4 i. E.) | CF Pachuca  | Robertson Stadium, Houston              |
| 15. August 2007 | LA Galaxy      | 2:0                   | D.C. United | Home Depot Center, Carson (Los Angeles) |

### Finale
| Datum           |            | Ergebnis              |           | Ort                                     |
| --------------- | ---------- | --------------------- | --------- | --------------------------------------- |
| 29. August 2007 | CF Pachuca | 1:1 n. V. (4:3 i. E.) | LA Galaxy | Home Depot Center, Carson (Los Angeles) |

## Torschützenliste
| Spieler             | Mannschaft  | Tore |
| ------------------- | ----------- | ---- |
| Landon Donovan      | L.A. Galaxy | 4    |
| Arturo Alvarez      | FC Dallas   | 3    |
| Alan Gordon         | L.A. Galaxy | 3    |
| Carlos Ruiz         | FC Dallas   | 2    |
| Rafael Márquez Lugo | Pachuca     | 2    |

## Sponsoren
Diese Sponsoren unterstützten die SuperLiga 2007.
- adidas
- AT&T
- Budweiser
- Burger King
- Jose Cuervo
- Lowe’s
- Sierra Mist
- State Farm Insurance